# العلاقات الأوكرانية التشيكية
العلاقات الأوكرانية التشيكية هي العلاقات الثنائية التي تجمع بين أوكرانيا والتشيك.

## مقارنة بين البلدين
هذه مقارنة عامة ومرجعية للدولتين:
| وجه المقارنة                                              | أوكرانيا                                   | التشيك                                                                            |
| --------------------------------------------------------- | ------------------------------------------ | --------------------------------------------------------------------------------- |
| المساحة (كم2)                                             | 603.63 ألف                                 | 78.87 ألف                                                                         |
| عدد السكان (نسمة)                                         | 45.55 مليون                                | 10.52 مليون                                                                       |
| الكثافة السكانية (ن./كم²)                                 | 75.46                                      | 133.38                                                                            |
| العاصمة                                                   | كييف                                       | براغ                                                                              |
| اللغة الرسمية                                             | اللغة الأوكرانية                           | اللغة التشيكية                                                                    |
| العملة                                                    | هريفنا أوكرانية، كاربوفانيتس، روبل سوفييتي | كرونة تشيكية، كرونة تشيكوسلوفاكية                                                 |
| الناتج المحلي الإجمالي (بليون دولار)                      | 112.15 مليار                               | 215.73 مليار                                                                      |
| الناتج المحلي الإجمالي (تعادل القوة الشرائية) بليون دولار | 352.98 مليار                               | 356.15 مليار                                                                      |
| الناتج المحلي الإجمالي الاسمي للفرد دولار أمريكي          | 2.11 ألف                                   | 17.55 ألف                                                                         |
| الناتج المحلي الإجمالي للفرد دولار أمريكي                 | 8.66 ألف                                   | 31.19 ألف                                                                         |
| مؤشر التنمية البشرية                                      | 0.747                                      | 0.878                                                                             |
| رمز المكالمات الدولي                                      | +380                                       | +420                                                                              |
| رمز الإنترنت                                              | .ua، .укр ‏                                 | .cz                                                                               |
| المنطقة الزمنية                                           | ت ع م+02:00، ت ع م+03:00، توقيت شرق أوروبا | ت ع م+01:00، ت ع م+02:00، توقيت وسط أوروبا، توقيت وسط أوروبا الصيفي، أوروبا/براغ ‏ |

## مدن متوأمة
في ما يلي قائمة باتفاقيات التوأمة بين مدن أوكرانية وتشيكية:
- ترتبط إيفانو-فرانكيفسك مع برشيروف باتفاقية توأمة منذ 18 أبريل 2005.[14][15][16][17]
- ترتبط خاركيف مع برنو باتفاقية توأمة منذ 23 أبريل 2001.[18][19][18][19]
- ترتبط لوتسك مع Kyjov [الإنجليزية]‏ باتفاقية توأمة منذ 23 يناير 2014.[20][21][22][23]
- ترتبط سومي مع أوسترافا باتفاقية توأمة منذ 2006.[24][25][26][24]
- ترتبط راخيف مع تربيتش باتفاقية توأمة.
- ترتبط تشرنيغوف مع هرادتس كرالوفه باتفاقية توأمة منذ 1 أكتوبر 2009.[27][27][27][27]

## منظمات دولية مشتركة
يشترك البلدان في عضوية مجموعة من المنظمات الدولية، منها:
| علم المنظمة | اسم المنظمة                               | تاريخ انضمام أوكرانيا | تاريخ انضمام التشيك |
| ----------- | ----------------------------------------- | --------------------- | ------------------- |
|             | المنظمة الأوروبية لسلامة الملاحة الجوية   | 2004                  | 1996                |
|             | منظمة الشرطة الجنائية الدولية             | ?                     | ?                   |
|             | الاتحاد البريدي العالمي                   | ?                     | ?                   |
|             | منظمة التجارة العالمية                    | 16 مايو 2008          | ?                   |
|             | الفريق المعني برصد الأرض                  | ?                     | ?                   |
|             | مجموعة الموردين النوويين                  | ?                     | ?                   |
|             | مؤسسة التنمية الدولية                     | 27 مايو 2004          | 1993                |
|             | اتفاقية السماوات المفتوحة                 | ?                     | ?                   |
|             | منظمة الأمن والتعاون في أوروبا            | 30 يناير 1992         | 1993                |
|             | مؤسسة التمويل الدولية                     | 18 أكتوبر 1993        | 1993                |
|             | مجلس أوروبا                               | 9 نوفمبر 1995         | ?                   |
|             | منظمة حظر الأسلحة الكيميائية              | ?                     | ?                   |
|             | الأمم المتحدة                             | 24 أكتوبر 1945        | 19 يناير 1993       |
|             | الاتحاد الدولي للاتصالات                  | 7 مايو 1947           | 1993                |
|             | البنك الدولي للإنشاء والتعمير             | 3 سبتمبر 1992         | 1993                |
|             | مجموعة أستراليا                           | 2005                  | 1994                |
|             | المركز الدولي لتسوية المنازعات الاستشارية | 7 يوليو 2000          | 22 أبريل 1993       |
|             | وكالة ضمان الاستثمار متعدد الأطراف        | 19 يوليو 1994         | 1993                |
|             | نظام تحكم تكنولوجيا القذائف               | 1998                  | 1998                |
|             | يونسكو                                    | 12 مايو 1954          | 22 فبراير 1993      |

## أعلام
هذه قائمة لبعض الشخصيات التي تربطها علاقات بالبلدين:
- كونيغوندا من سلافونيا (1245 – 9 سبتمبر 1285)

## وصلات خارجية
- موقع وزارة الخارجية الأوكرانية
- موقع وزارة الخارجية التشيكية